# ルータン ボイジャー

世界一周から帰還した際のボイジャー

ルータン ボイジャー (Rutan Voyager) は1986年に初めて無着陸・無給油での世界一周飛行を成し遂げたアメリカの固定翼機である。操縦はディック・ルータン (en:Dick Rutan) とジーナ・イェーガー (en:Jeana Yeager) によってなされ、機体の設計・製作はディックの弟で著名な航空技術者であるバート・ルータンを中心として行われた。エンテ型飛行機で垂直尾翼のついた双ブームを持ち、2つのプロペラとエンジンを主胴体の前後に配置した特徴的な外見を持つ機体であった。

## 世界一周計画発案までの経緯
ディック・ルータンは元アメリカ空軍の士官であり、ベトナム戦争にも参加して数々の勲章を授与されたベテランパイロットであった。一方、その弟のバート・ルータンは1970年代当時バリ・イージーやクイッキー(en:Rutan Quickie)といった特徴的なホームビルト機 を製作していた新進気鋭の航空技術者であった。二人は共同で航空機製造会社（スケールド・コンポジッツの前身）を営み、ディックはバートの製作した航空機のテストパイロットを務めていた。
1980年、カリフォルニア州・チノ (Chino) の航空ショーに参加していたディックとバートはそこでジーナ・イェーガーに出会った。イェーガーは製図士として働く女性で航空機や実験機に興味を持っており、20代半ばにはヘリコプターの免許を取得しているほどであった。その後イェーガーとディックは恋仲となり、イェーガーはディックの会社に誘われてテストパイロットとして働くこととなった。イェーガーはそこでロング・イージーの最高速度記録をマークしている。
1981年、無着陸・無給油での世界一周飛行をディックとイェーガーが発案し、それを達成可能な機体の設計依頼がバートに持ちかけられた。その当時、無給油での最長距離飛行記録はB-52によって1962年に成し遂げられた20,168 kmであり、またバートと共にクイッキーを製作した航空機製造会社 (en:Quickie Aircraft) が同時期に無着陸・無給油の世界一周飛行を計画していたものの実行されることはなかったため、このような挑戦は非常に野心的であった。バートは二人の提案に応じて機体を設計し、モデル76の型番を与えた。そしてイェーガーはその機体を"ボイジャー"（航海者の意）と名付けた。

## 機体の設計・開発
ボイジャーはバートが初期に手がけたバリ・ビゲンやバリ・イージーと同じくエンテ型の翼配置を採用し、前翼（カナード翼）端から主翼中央部を通って機体後方に突き出した左右2本のブーム先端にそれぞれ1枚ずつの垂直尾翼を備えていた。翼のアスペクト比は誘導抗力を減らすために大きく取られ、非常に細長いものとなった。なるべく機体を軽くし、かつ十分な強度を持たせるために構造材料としてはガラス繊維や炭素繊維それにケブラーといった強化繊維と樹脂との複合材料である、繊維強化プラスチック (FRP) が多用された。エンジンの配置は牽引式プロペラ用と推進式プロペラ用を機体の前後にそれぞれ1基ずつ装備するという一見変わったものであった。エンジンとして当初はライカミング (en:Lycoming Engines) 製のO-235（空冷式、出力約110hp）を搭載していたが、後に牽引用としてコンチネンタル (en:Continental Motors) 製のO-240（空冷、130hp）、推進用として同じくコンチネンタルのIOL-200（液冷、110hp）に換装している。なお、牽引用と推進用を両方作動させるのは離陸上昇時だけで、飛行が安定したら後部の推進用エンジンのみで巡航する仕様となっていた。
機体の製作は主にバート、ディック、イェーガーの三人とボランティアの手によって進められ、計画に必要な資金の大部分も個人的な寄付に頼っていた。製作には約4年の時を費やし、1984年6月22日にようやく初飛行に成功した。その後1年半ほどかけて試験と改良を行い、1986年12月には計画を実行するための準備が整った。

## 計画の実行

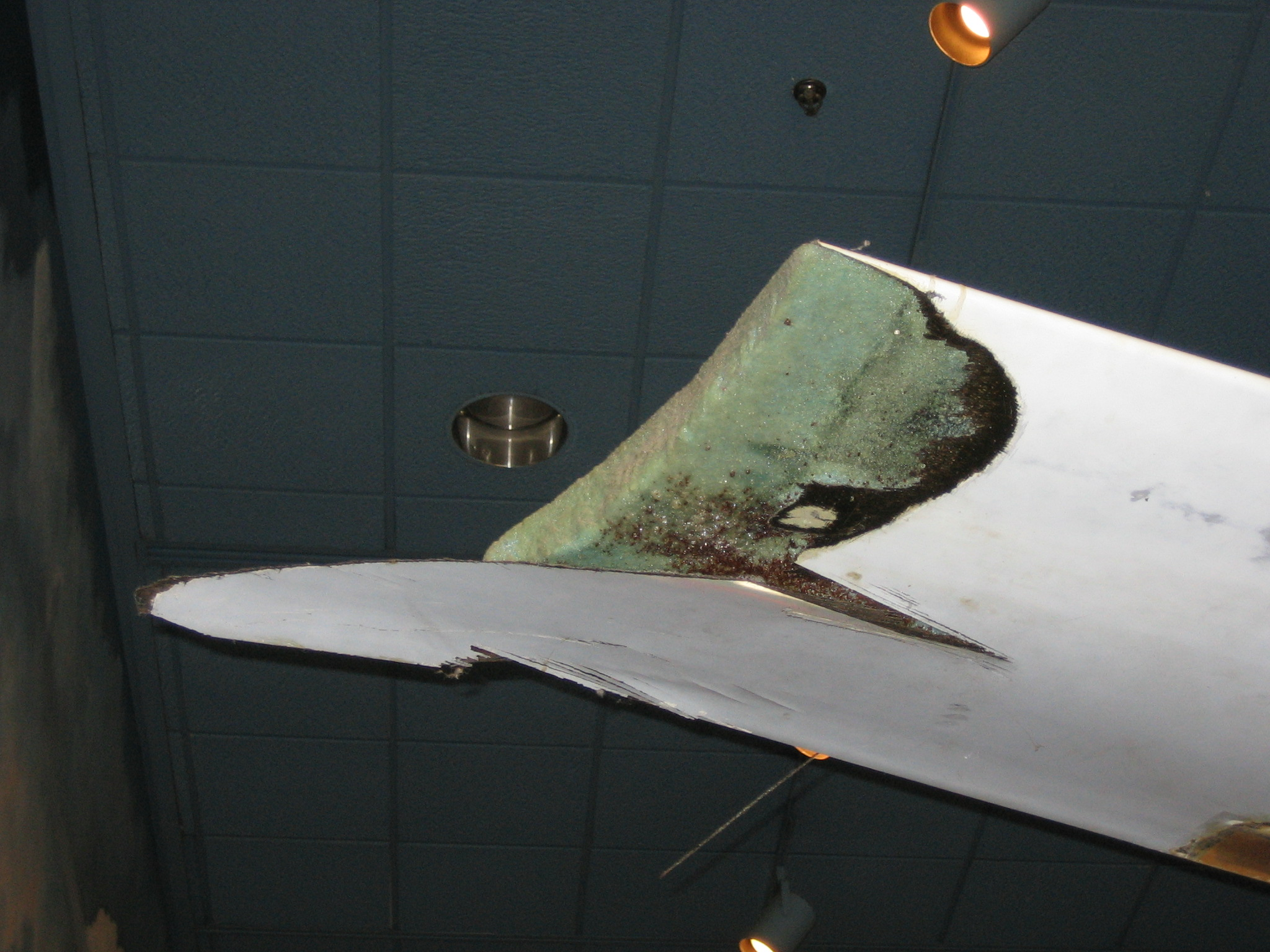
離陸時に破損した主翼端部

1986年12月14日午前8時1分（現地時刻）、ディックとイェーガーを乗せたボイジャーはカリフォルニア州エドワーズ空軍基地から記録飛行に出発した。機体には燃料（ガソリン）が満載されていたため、離昇までに約4.3kmも滑走することとなった（同基地は世界で最大規模の滑走路を持ち、その長さは約4.6kmであった）。この際、主翼内部の燃料の重みで主翼がたわんで地面と接触し、両翼端をそれぞれ30cm近くもぎ取られるというトラブルがあったが、特別支障がないと判断され、飛行はそのまま続行された。
飛行にはいくつかの困難がつきまとった。最も危険であったのはタイフーンのような悪天候であった。また天候の悪い地域を避けたり素早く通過するために余分な燃料が費やされ、さらにリビアでは領空の通過が許されなかったために大幅に迂回せざるを得ず、燃料残量は常に二人の懸案となった。ディックとイェーガーには未だかつてない長時間飛行に耐える精神力も求められた。二人は2-3時間ごとに操縦を交替していたが、コックピットは人2人がやっと入れるくらいの大きさしかなかったために疲労を十分に拭い去ることは難く、密閉空間での食事や排泄を含めた生活はストレスを与えるものだった。
カリフォルニア州に戻ってきた辺りで機体片側の燃料ポンプが故障するというトラブルがあったものの、12月23日午前8時6分、ボイジャーは世界一周を果たしてエドワーズ空軍基地に帰還した。この時点で燃料はほとんど残っておらず、無事に帰れたのは努力と幸運の結果であった。総航続時間9日3分44秒、国際航空連盟公認の航続距離40,212kmという大々的な記録を達成し、平均飛行速度は187km/hであった。この功績によりルータン兄弟とイェーガーは当時のレーガン大統領から表彰されている。
記録達成の後、ボイジャーは国立航空宇宙博物館に寄贈されて展示されている。なおボイジャーの打ち立てた無着陸・無給油での最速の世界一周時間記録と最長航続距離記録はそれぞれ2005年と2006年にジェット機のバージン・アトランティック グローバルフライヤー (en:Virgin Atlantic GlobalFlyer) によって破られている。この機体の設計にもバート・ルータンが関わっており、製作はスケールド・コンポジッツが中心となって行われた。

## 性能諸元
- 全長：9.9 m
- 全幅：33.8 m
- 翼面積：33.7 m²
- 主翼アスペクト比：33.9
- 空虚重量：1,021 kg
- 最大離陸重量：4,397 kg
- 搭載燃料量：3,180 kg
- エンジン

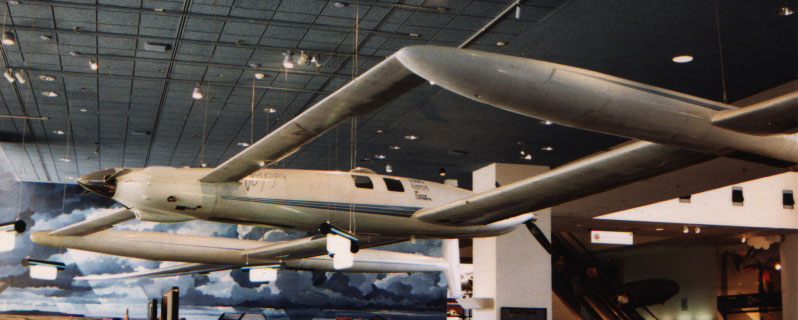
国立航空宇宙博物館に展示されているボイジャー

  - 牽引用（胴体前部）：コンチネンタル O-240 （水平対向4気筒・空冷、出力130 hp）
  - 推進用（胴体後部）：コンチネンタル IOL-200 （インジェクション・水平対向4気筒・液冷、出力110 hp）
- 最高速度：240 km/h
- 巡航速度：160 km/h
- 実用上昇限度：5,000 m
- 航続距離：43,928 km